# Теплий Врх
Тєпли Врх — село в Словаччині в окрузі Рімавська Собота. Село розташоване в долині річки Блг, в північній частині Рімавської котлини. Південні схили Ревуцької верховини захищають село від півночі від холодного вітру, що робить його середньорічною температурою 8 °C.

## Історія
Перше поселення в муніципалітеті було створено у другій половині 12 століття, коли воно потрапило під власність  Meleghegy  (Blh). Дерев'яний замок був перебудований в камінь через рік після монгольского вторгнення до Угорщини в [1241]], а до 1301 відноситься перша письмова згадка про село.
Під час окупації  Османською імперією ця територія перебувала на кордоні, а Тєпли Врх зіткнувся з неодноразовими рейдами турків. Починаючи з XVII ст. село належало Муранському граду, але розвиток зупинився під впливом повстання Ракоці. Бідність у регіоні знайшла своє відображення у від'їзді населення до «нижньої землі», але в році 1827 Тєпли Врч мав 43 садиби з 366 особами. В даний час населення становить близько 300 чоловік.

## Населення
| Рік:            | 1994. | 2004.   | 2014.   | 2024.   |
| --------------- | ----- | ------- | ------- | ------- |
| Кількість осіб: | 296   | 305     | 279     | 304     |
| Різниця:        |       | +3,04 % | -8,52 % | +8,96 % |

| Рік:            | 2023. | 2024.   |
| --------------- | ----- | ------- |
| Кількість осіб: | 303   | 304     |
| Різниця:        |       | +0,33 % |

## Культура та пам'ятки
- Костьол Євангелічної Церкви Аугсбурзького Віросповідання у Словаччині (1827). [6]

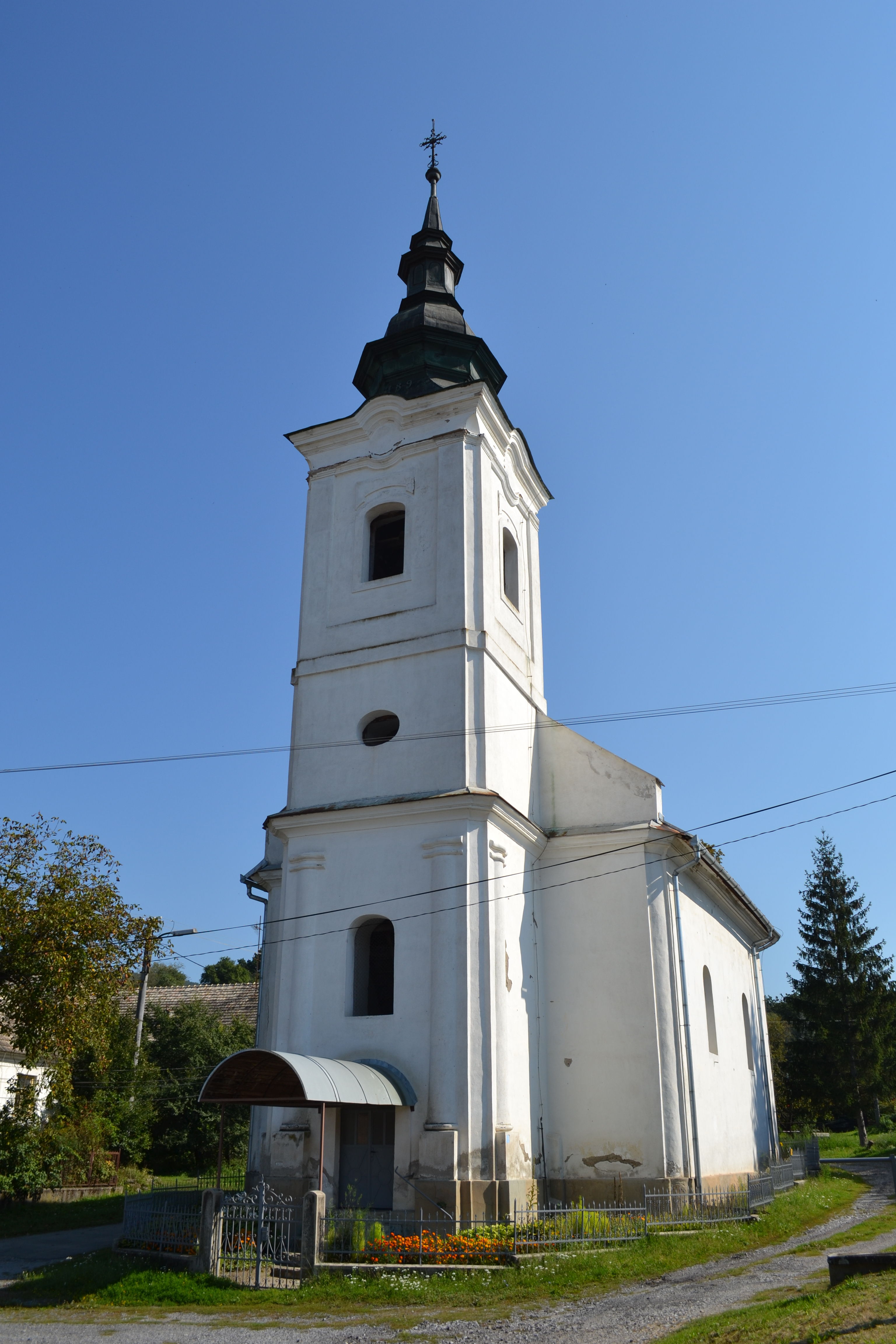

- Тєпли Врх відома водосховищєм, вода якого нагрівається до 27 - 28°C влітку. Як наслідок, околиці стали популярним місцем відпочинку.